# Задубровье (Рязанская область)

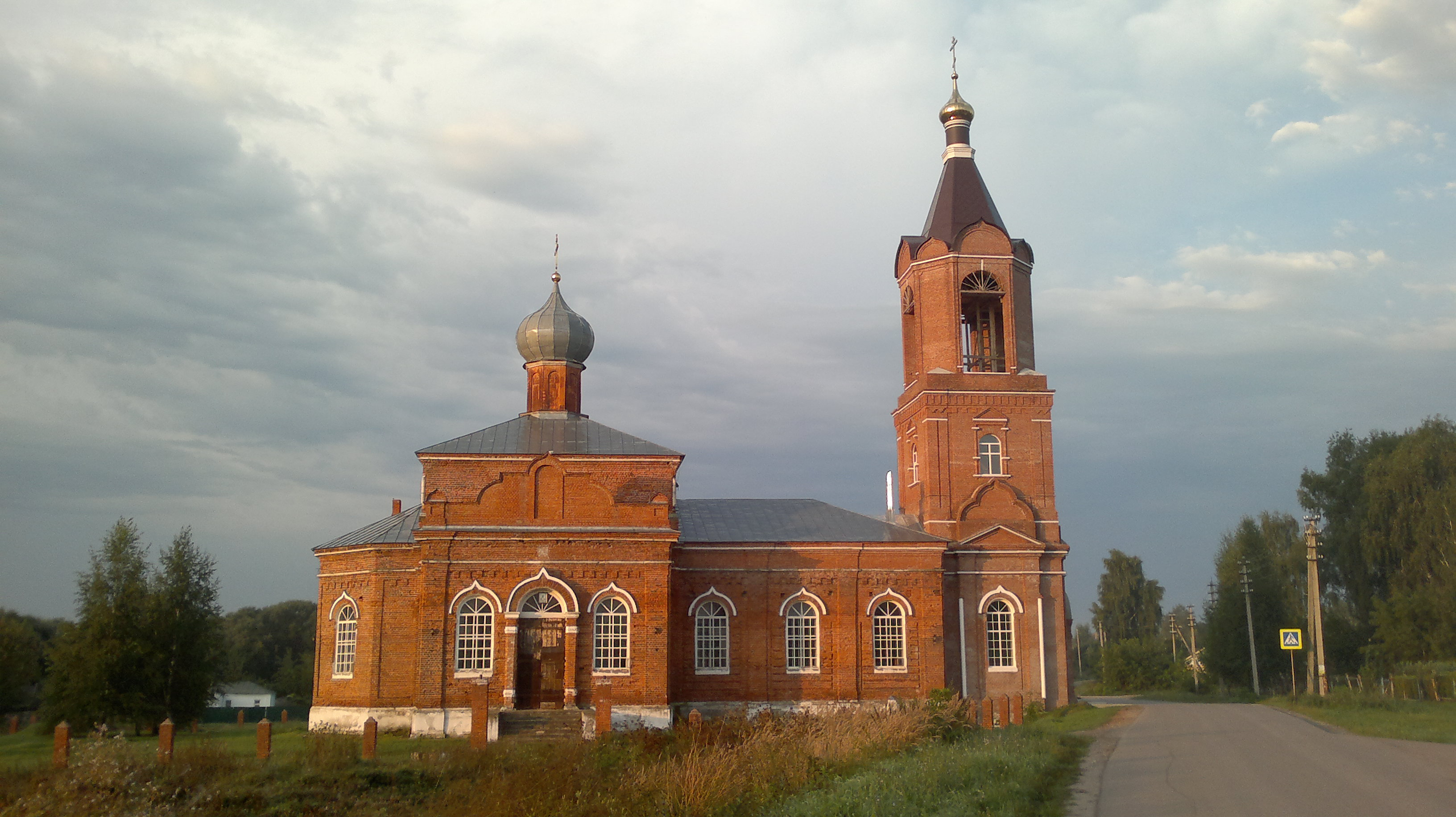

Задубровье — село в Шиловском районе Рязанской области, административный центр Задубровского сельского поселения.

## Географическое положение
Село Задубровье расположено на Окско-Донской равнине на реке Ярославка в 13 км к юго-западу от пгт Шилово. Расстояние от села до районного центра Шилово по автодороге — 18 км.
К юго-западу от села расположено урочище Заповедник (Лес Верновский), к юго-востоку — большой пруд на реке Крутица, к северо-востоку — балки Санской луг и Клинная. Ближайшие населенные пункты — деревня Николаевка, села Крутицы и Константиново.

## Население
По данным переписи населения 2010 г. в селе Задубровье постоянно проживают 463 чел. (в 1992 г. — 642 чел.).

## Происхождение названия
Рязанские краеведы А. В. Бабурин и А. А. Никольский отмечают, что название села образовано от дуброва (современная форма дубрава) — «дубовый лес с примесью других лиственных пород, лиственный лес вообще», — и обозначает нахождение населенного пункта за этим лесом. Согласно «Толковому словарю» В. Даля, дуброва — чернолесье, лиственный лес; чистый лесок, как дубняк, березняк, осинник.

## История
По исследовательским работам шиловского историка А. И. Кондрашова, в 1365 г. в окрестностях села Задубровье, «под Шишевским лесом на Воине», рязанские полки под руководством великого князя рязанского Олега Ивановича, совместно с дружинами пронского князя Владимира Дмитриевича и козельского князя Тита Мстиславича наголову разбили войска татарского мурзы Тагая, совершившего набег на земли Рязанского княжества. Научные работы А. И. Кондрашова по обоснованию и  локализации Воинского уезда, Шишевского леса, града Воина и места сражения,  поддержаны Рязанским историческим обществом и историками РФ.По сообщению летописцев 
«В лето 6873 (1365)… Того же лета Тагаи, князь ординскыи, изъ Наручади прииде ратью Татарскою на Рязанскую землю и пожже градъ Переяславль. Князь же великии Олегъ Рязанскыи съ своею братьею съ Володимеромъ Проньскымъ и Титомъ Козельскимъ, събравъ силу свою, и иде въследъ его, и постиже его на месте, нарицаемемъ подъ Шишевскимъ лесомъ, на Воине, и бысть имъ бои, брань зело люта и сеча зла, и поможе Богъ великому князю Олгу, и братии его Проньскому и Козельскому, а Тагаи въ мале дружине одва убежалъ».
Село Задубровье впервые упоминается в списке с писцовых книг князя В. Вяземского за 1639 г., где описывается следующим образом: 
«Село Задубровья, на речке на Ярославке и на речке на Поровской, что было преж сего в государевых дворцовых селех, а в селе церковь Николая Чудотворца древена, клетцки, ветха, строенья та церковь и в церкве образы и книги и колокола и все церковное строение товож села мирских приходных людей, а на церковной земле дворов: двор поп Василий Агеев, двор поп Микита Агеев, да церковные дьячки: двор Алексей Агеев, двор Ермачко Микулин, да пустых мест дворовых: место пономарево, место проскурницыно; пашни церковные добрые земли — государева данья — во всех трех полях 12 чети в поле, а в дву потомуж, сена на задней поляне в лесу 10 копен».
По свидетельству окладных книг за 1676 г. деревянная Никольская церковь в селе Задубровье «от огненнаго запаления сгорела». Само село к этому времени принадлежало в долях («жеребьях») нескольким помещикам, и в нём 
«числилось розных помещиков 7 дворов, да крестьянских 64 двора, бобыльских 12 дворов и всего с поповыми 85 дворов. И по окладу 184 г. дани положено платить рубль 26 алтын 2 денги».

Герб рода дворян Луниных.

В середине XVIII в. одним из владельцев села Задубровье стал президент Вотчинной коллегии тайный советник и кавалер Михаил Киприанович Лунин (1712+1776 гг.) — представитель старинного дворянского рода Луниных. После его смерти села Лунино, Старая Рязань и Задубровье по разделу между его сыновьями перешли во владение сенатора, председателя Московского опекунского совета и губернатора Полоцкой губернии действительного тайного советника Александра Михайловича Лунина (1745+1816 гг.). При нём в селе Задубровье в начале XIX в. на месте сгоревшей была построена новая деревянная Никольская церковь, а также была устроена суконная фабрика, основанная на труде крепостных крестьян. Фабрика производила сукно для сюртуков и шинелей и просуществовала довольно долго — вплоть до отмены крепостного права в 1861 г.
Большие изменения в селе Задубровье произошли в пореформенную эпоху. Несмотря на закрытие суконной фабрики, опыт организации промышленного производства в селе сохранился, а малоземелье вынуждало местных крестьян заниматься подработками. В начале 1870-х гг. в Задубровье открываются винокуренный и лесопильный заводы, а в 1878 г. на базе винокуренного завода спасским купцом Василием Даниловичем Топорковым был организован крахмало-терочный завод. В 1879 г. в селе Задубровье была открыта 1-классная смешанная земская приходская школа. Обучалось в ней в конце XIX в. 58 чел., из них 2 девочки.
К 1891 г., по данным И. В. Добролюбова, в составе прихода Никольской церкви села Задубровье, помимо самого села со 187 дворами, числились деревни Николаевка (26 дворов) и Мышкар (26 дворов), в коих проживало всего 764 души мужского и 792 душ женского пола, в том числе грамотных 185 мужчин и 40 женщин.
По данным переписи населения 1897 г., в селе Задубровье насчитывалось 213 дворов, в коих проживало всего 1222 чел., из них 605 мужчин и 617 женщин. В составе села числились община бывших крестьян Топорчанинова — 167 дворов, 605 муж. и 617 жен.; община бывших крестьян Головина — 33 муж. и 38 жен.; община бывших крестьян Кублицкого — 29 муж. и 31 жен.; община бывших крестьян Барышниковой — 37 муж. и 46 жен.; и община бывших крестьян Садыковой — 12 муж. и 11 жен. 13 дворов были безземельными, 78 человек подрабатывали на крахмало-терочном заводе и уходили на заработки в города.
В 1896—1904 гг. на средства прихожан и благодаря пожертвованиям купца В. Д. Топоркова в селе Задубровье на месте старого деревянного был построен новый каменный Никольский храм. Престол в нём был один — во имя святителя Николая Чудотворца.
Крестьяне села Задубровья приняли активное участие в событиях 1-й русской революции 1905—1906 гг. В августе 1906 г., когда аграрные беспорядки охватили рязанскую глубинку, они на сельском сходе единодушно решили отказаться от уплаты казенных и земских сборов.

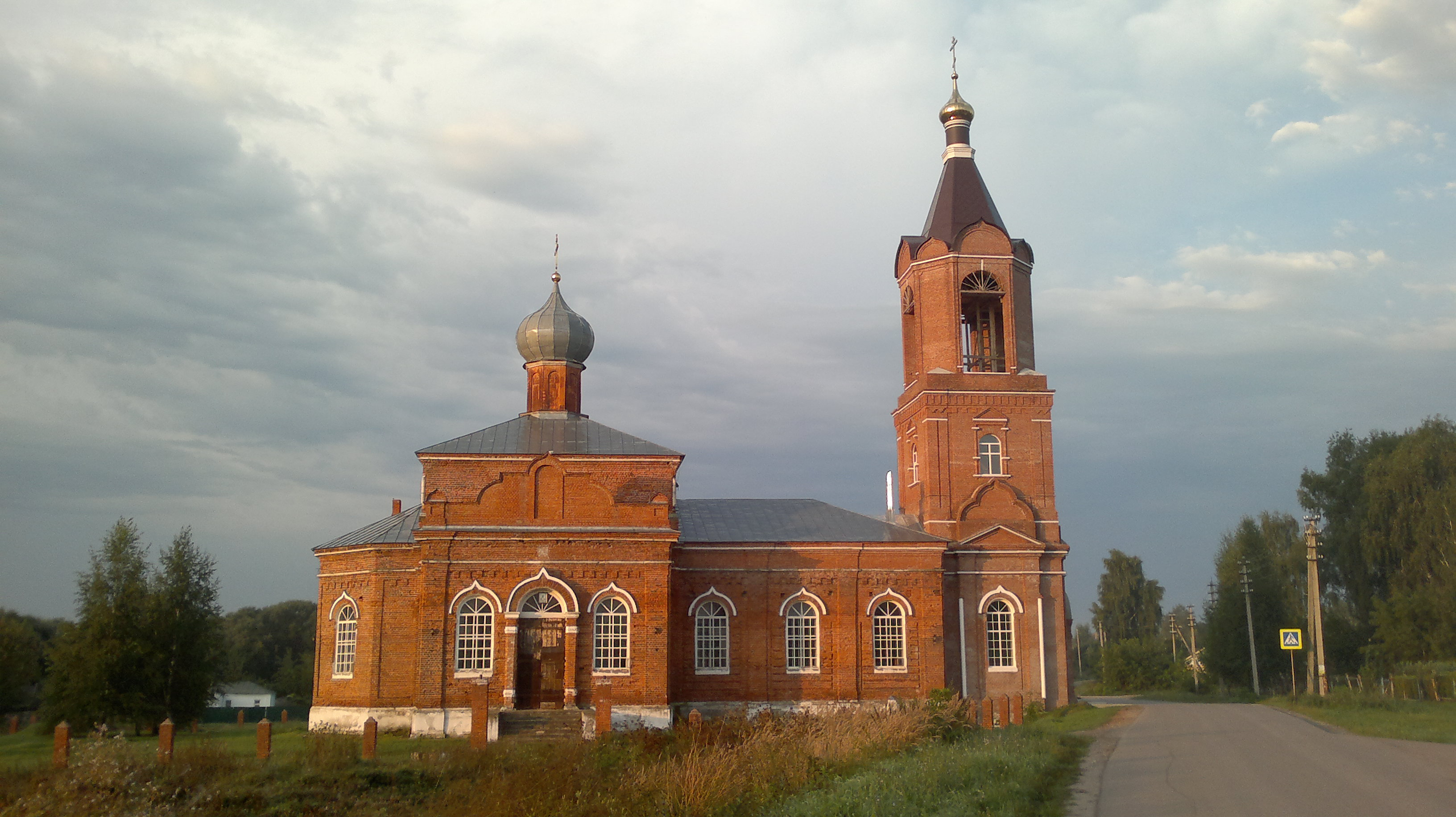
Село Задубровье. Храм святителя Николая Чудотворца (Никольская церковь), 1904 г.

После победы Октябрьской революции 1917 г. в Петрограде и установления советской власти, Задубровские лесопильный и крахмало-терочный заводы в 1919 были национализированы. Если лесопильный завод вскоре был закрыт как нерентабельный, то крахмало-терочный завод был преобразован в крахмало-паточный и передан в ведение объединения «Рязпатока» крахмалпитандиета ВСНХ.
 В 1932—1936 гг. на базе крахмало-паточного завода был создан Задубровский завод сухого крахмала и молочной кислоты с проектной мощностью 1000 т в год. В качестве сырья для производства кислоты предполагалось использовать отходы крахмального производства. Первая кислота, в количестве 4,3 т, была выработана в январе 1936 г. К концу 1937 г. завод вышел на проектную мощность. Он вошел в состав «Рязоблкрахмалпаттреста» Рязоблпищепрома, а с 1951 г. находился в ведении главного управления Росглавпатоки Министерства пищевой промышленности РСФСР. Во время Великой Отечественной войны 1941—1945 гг. для военных целей на заводе был освоен выпуск лактата натрия.
В начале 1960-х гг., в связи с тем, что спрос на молочную кислоту резко вырос, было принято решение увеличить объём производства. В 1962 г., в целях увеличения качества производимой продукции на заводе была пущена в строй технологическая линия и аппаратное оборудование для более качественной очистки молочной кислоты. К 1965 г. Задубровский завод сухого крахмала и молочной кислоты выпускал ежегодно до 2300 т продукции, которая, помимо использования в пищевой промышленности СССР, экспортировалась во Францию, Бельгию, Югославию, на Кубу. В результате увеличения производственных площадей и установки дополнительного оборудования объём производства завода вырос до 3000 т в год.
Священнослужение в Никольской церкви села Задубровья было прекращено с 1937 г., хотя на 1 июля 1941 г. храм официально закрыт не был. Позднее здание церкви использовалось как склад селитры. В результате варварской эксплуатации в 1990 г. рухнула колокольня. Никольский храм был возвращен верующим в 1999 г., частично восстановлен и является действующим.

## Экономика
По данным на 2015/2016 г. в селе Задубровье Шиловского района Рязанской области расположены:
1. ООО «Рязанский фанерный завод», деревообработка;
2. ООО «Паллеты и пиломатериалы», деревообработка;
3. ОАО «Задубровский СКиМК», предприятие пищевой промышленности.

Реализацией товаров и услуг в селе занимаются несколько магазинов.

## Социальная инфраструктура
В селе Задубровье Шиловского района Рязанской области имеются отделение почтовой связи, фельдшерско-акушерский пункт (ФАП), Задубровская основная общеобразовательная школа (филиал Шиловской СОШ № 3),  библиотека и был клуб.

## Транспорт
Через северную часть села Задубровья проходит автомобильная дорога федерального значения М-5 «Урал»: Москва — Рязань — Пенза — Самара — Уфа — Челябинск. В западной части села находится станция «Задубровье» железнодорожной линии «Рязань — Пичкиряево» Московской железной дороги.

## Достопримечательности
- Храм святителя Николая Чудотворца — Никольская церковь. Построен в 1904 г. на средства прихожан.
- Памятник В. И. Ленину (1870+1924 гг.), первому председателю советского правительства (СНК) и лидеру коммунистической партии РКП(б).